# Apocephalus mexicanus
Apocephalus mexicanus är en tvåvingeart som beskrevs av Borgmeier 1969. Apocephalus mexicanus ingår i släktet Apocephalus och familjen puckelflugor. Inga underarter finns listade i Catalogue of Life.